# Kniha Jonáš

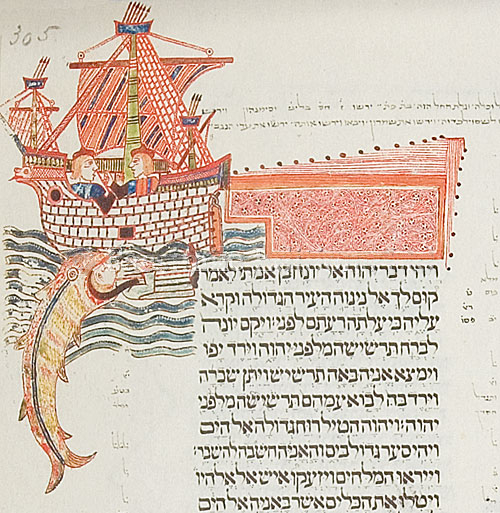
Začátek Knihy Jonáš, faksimile z Kennicottovy bible

Kniha Jonáš (hebrejsky יונה‎, Jona) je jednou z prorockých knih Starého zákona, řadí se mezi 12 menších proroků. Je psána hebrejsky a dělí se na 4 kapitoly. V židovské liturgické praxi se čte jako haftara při odpolední modlitbě na svátek Jom kipur.

## Obsah knihy
Vypráví příběh proroka Jonáše, kterého Bůh povolal, aby hlásal záhubu Ninivanům. Jonáš před Bohem utíká na moře směrem do Taršíše, kde ale bouře donutí námořníky Jonáše hodit do moře. Tak Jonáše spolkne velká ryba, která jej po třech dnech vyvrhne opět na souš. Tentokrát Jonáš Božího hlasu uposlechne a vydává se do Ninive, aby tam hlásal Boží trest. Ninivané se však nečekaně obrátí, Bůh si svůj trest rozmyslí a upustí od něj. To má za následek spor mezi Bohem a Jonášem o osud Ninivanů, neboť Jonáš nesouhlasí s Božím milosrdenstvím a změnou jeho jednou provždy vyhlášeného slova o trestu a záhubě.

## Postava Jonáše
Prorok Jonáš je ve Starém zákoně zmíněn kromě knihy Jonáš ještě v 2. knize královské. Zde se o něm hovoří jako o proroku, který působil v severním království Izraele za dnů krále Jerobeáma II. (782–747 př. n. l.). Autor knihy Jonáš si vybral patrně tuto prorockou postavu z dějin sám a použil ji jako hlavní postavu pro svůj příběh, nebo zpracovává již utvořenou tradici.

## Historicita knihy
Domněnce, že se jedná o fiktivní příběh, nasvědčují i následující ukazatele:
- Nedochoval se nám žádný záznam (úspěšného) působení izraelského proroka v tomto městě nebo že by obyvatelé tohoto města někdy přijali židovskou víru.
- Král je označován jako král Ninive, i když je tento titul nepřesný a historické texty ho nazývají králem Asýrie, což je termín přesnější, neboť Ninive bylo hlavním městem této říše.
- Folkloristický motiv muže, který strávil několik dní v útrobách ryby.

## Datace a povaha knihy
Kniha, i když je řazena mezi tzv. prorocké knihy, nevykazuje klasické rysy pro tyto knihy typické. Není sbírkou výroků ani vidění, je ryze výpravná. Naopak má spíš rysy knihy mudroslovné (sapienciální). Je jakýmsi rozsáhlým komentářem na verše jiných, převážně prorockých knih: 2 Král 14,25; Jer 18,7n.; Jer 33; 1 Král 19,4.9; Ex 34,6; Jo 2,13. Pravděpodobně vznikla v kruhu učitelů, kteří se snažili pochopit již ustálené texty považované v té době již za posvátné. Jonáš je tedy rozsáhlým výpravným komentářem na verše z Písma, můžeme proto hovořit v jistém smyslu o midraši.

### Symbolika
Kniha používá velmi mnoho údajů, které jsou na první pohled dějepisného či popisného charakteru, které však jsou při pozorném čtení odhaleny jako ryze a hluboce symbolické:
- Ninive je středem nepřítele Izraele/Židů par excellence, Asýrie. Pokud má Izraelita hovořit o nepříteli na život a na smrt, pak to jsou Asyřané.
- Moře/voda jako symbol vzdálenosti od Boha, místa, které Bohu odporuje a protiví se mu.
- Radikální pokání týkající se i zvířat a všeho ve městě.
- Počet čtyřiceti dní do záhuby a tří dnů Jonášova hlásání.

To vše nasvědčuje spíše pozdnímu poexilnímu datování, kdy už se rozvíjela mudroslovná literatura, kdy se běžně používala aramejština (přítomnost aramaismů v hebrejském textu) a kdy už prorocké texty byly známy a uznávány jako autoritativní, i když ještě netvořily uzavřený korpus (neboť se mezi ně Jonášova kniha ještě dostala, na rozdíl např. od Knihy Daniel).

## Synchronní rozbor
Hebrejský text je souvislý, po syntaktické stránce bez přerušení. Jedná se o po literární stránce ucelené, kompaktní dílo. Začátek i konec jsou otevřené. Text začíná bez uvedení postav či nadpisu přímým vstupem do děje a končí otázkou bez odpovědi.

### Hlavní postavy
Hlavní postavy jsou v celém příběhu tři: Bůh, Jonáš a „pohané“. Bůh vystupuje přímo v dialogu ve 4. kapitole, ale jeho jednání prosvítá v průběhu celého příběhu, který řídí podle své vůle; jedná o slovesa jako nastrojit, rozkázat. Boží řízení je tenká červená nit táhnoucí se celým textem. Jonáš vystupuje jako hlavní postava v 2. a 4. kapitole, vždy v rozhovoru s Bohem. V 1. a 3. kapitole, kde se děj soustřeďuje na „pohany“, je Jonáš jakoby jen druhotnou postavou, v pozadí či pozorovatelem a (v 1. kap. nechtěným, ve 3. kap. úmyslným) prostředníkem děje.
Samotný děj se dá rozdělit přesně podle kapitol. Je to téměř výjimečný případ, kdy moderní dělení na kapitoly odpovídá struktuře textu.

### První kapitola
První kapitola pojednává o útěku Jonáše před Bohem. Převažující a klíčová slovesa zde jsou ירד (sestupovat, klesat) a טול (vrhat). Celá kapitola se soustřeďuje na to, jak se Jonáš snaží dostat daleko, pryč od Hospodina, tj. „dolů“ a na „moře“, které je symbolem sil brojících proti Bohu. Jonáš raději obětuje vlastní život v rozbouřeném moři, než aby se obrátil a přiznal svou porážku před Bohem. Nakonec se Jonáš ocitá tam, kam chtěl dospět: V útrobách ryby „v srdci“, tj. v nejhlubší části moře.

### Druhá kapitola
Druhá kapitola je Jonášův žalm. Jonáš nacházející se na nejvzdálenějším místě od Boha se začíná modlit. A Bůh dokazuje svou všemohoucnost a všudypřítomnost. Nic mu není překážkou a vysvobozuje Jonáše i z toho „nejvzdálenějšího“ místa, z útrob moře a ryby.
Žalm má povahu děkovné modlitby. Je nejisté, zda byl složen dříve a do knihy Jonáš vložen, nebo zda jej vytvořil autor knihy, nebo zda byl vytvořen později. Pravděpodobná je jedna z prvních verzí, neboť žalm svým obsahem i strukturou má v rámci příběhu své pevné místo.

### Třetí kapitola
Třetí kapitola vrací děj do výchozího bodu. Jonáš je opět na souši a znovu (שנית) se k němu obrací Boží slovo. Kapitola začíná identickou větou jako kapitola první a tím dělí knihu Jonáš na dvě velké části. Jonáš tentokrát Božího hlasu uposlechne a vydává se do Ninive. Zde hlásá to, co mu Bůh uložil: že po čtyřiceti dnech bude město pro své hříchy zničeno. Důležité je, že Jonáš nehlásá možnost pokání a obrácení, ale jistou záhubu. Přesto stačí jeden den jeho chůze (přitom Ninive bylo „veliké město, cesty tří dní“ – výrazný symbolický numerický údaj), a už se celé město obrátilo a kálo se. Kromě toho, že reakce na Jonášova slova byla radikálně rychlá, rychlejší než on sám, byla i radikální co do povahy: káli se všichni, od nejvyššího (krále) až po nejnižšího (dobytek). To vše v naději, že přece jen snad se Hospodin obrátí a ušetří je. Klíčovým slovem je tu sloveso שוב (obrátit se). Ninivané se obrací v naději, že i Bůh obrátí a odvrátí od nich (totéž sloveso) svůj hněv a trest. Bůh byl skutečně dojat jejich reakcí a obrátí se ve svém rozhodnutí.

### Čtvrtá kapitola
Čtvrtá kapitola, která je pro pochopení textu klíčová, se zabývá rozhovorem mezi Jonášem a Bohem. Jonáš se cítí rozhořčen, že Bůh ušetřil hříšných Ninivanů a že změnil své slovo, které jednou vyřkl. Kde je Boží spravedlnost? Kde je Boží stálost? Jonáš dokonce Bohu vyčítá přesně tu vlastnost, s jakou se Bůh sám představuje v Ex 34,6 jako slitovný a milosrdný. Bůh, aby poučil Jonáše o svých činech, si posloužil jakýmsi reálným podobenstvím. Nechal vyrůst skočec , který Jonášovi v parném počasí poskytoval stín a úlevu, ale na druhý den jej zase nechal uschnout. Když se Jonáš „k smrti“ rozesmutněl nad skočcem a ztraceným pohodlím, navazuje Bůh otázkou: Tobě je k smrti líto skočce, který jsi neučinil, který bez Tvého přičinění vyrostl a druhý den zeschl? A mně nemá být líto lidu, který je dílem mých vlastních rukou?

## Teologie knihy
Kniha Jonáš reaguje na problém soužití s pohany a na jisté exkluzivistické proudy v tehdejším židovství, které by chtěly vyhradit Boží spásu a milost jen sobě coby vyvolenému národu. Kniha Jonáš naopak tvrdí, že Bůh sice si vyvolil Izrael jako svůj zvláštní lid – prorokem je stále Žid, ale miluje vše, co stvořil, tedy i ostatní pohanské národy, má o ně starost a dbá o ně. Používá k tomu ironického stylu. V Jonášově příběhu se všechno odvíjí jinak, než by čtenář čekal: židovský Bohem povolaný prorok odmítá hlásat jeho zvěst, zatímco pohanští námořníci a obyvatelé Ninive okamžitě přijímají víru v Boha a kají se. Když se Bůh smiluje nad Ninivany, prokáže tak, že je to skutečně on, Bůh milosrdný a slitovný (viz citát z Exodu); Jonáš, jeho prorok, mu vytýká právě tuto vlastnost. Kniha Jonáš má však ještě jiné stránky. Můžeme zde spatřovat na srovnání reakce ninivského krále, který se okamžitě obrátil a kál, s jeruzalémským králem Jójakímem (Jer 36), který Jeremiášovým prorockým slovem pohrdl a uvedl tak židovský lid do zkázy. Autor tím říká, že ti, kdo si jsou jisti svou spásou, ji mohou ztratit, a kdo jsou zdánlivě v beznadějné situaci, mohou být omilostněni. Jonášova ironie a převrácení motivů jsou někdy až kruté.